# آپولیپوپروتئین ام
آپولیپوپروتئین ام (انگلیسی: Apolipoprotein M) یا (APOM)، پروتئینی در بدن انسان است که توسط ژن APOM، کدگذاری می‌گردد.